# Municipio Sitalá
Koordinaten: 17° 2′ N, 92° 18′ W
Sitalá ist ein Municipio im mexikanischen Bundesstaat Chiapas. Das Municipio hat etwa 12.000 Einwohner und eine Fläche von 105,8 km². Verwaltungssitz und größter Ort des Municipios ist das gleichnamige Sitalá.
Der Name Sitalá ist eine hispanisierte Version von Xitalhá und bedeutet „Paddel des Vaters der Furcht“.

## Geographie
Das Municipio Sitalá liegt im mittleren Norden des mexikanischen Bundesstaats Chiapas auf Höhen zwischen 400 m und 1800 m. Es zählt zur Gänze zur physiographischen Provinz der Sierra Madre de Chiapas und liegt vollständig in der hydrologischen Region Grijalva-Usumacinta. Die Geologie des Municipios wird zu 47 % von Sandstein-Lutit bestimmt bei 40 % Kalkstein und 9 % Brekzien; vorherrschende Bodentypen sind der Luvisol (74 %) und Phaeozem (26 %). Knapp 80 % der Gemeindefläche sind bewaldet, 19 % werden ackerbaulich genutzt.
Das Municipios Sitalá grenzt an die Municipios Chilón, San Juan Cancuc und Pantelhó.

## Bevölkerung
Beim Zensus 2010 wurden im Municipio 12.269 Menschen in 2.299 Wohneinheiten gezählt. Davon wurden 10.588 Personen als Sprecher einer indigenen Sprache registriert, darunter 9.849 Sprecher des Tzeltal. Gut 46 Prozent der Bevölkerung waren Analphabeten. 2.971 Einwohner wurden als Erwerbspersonen registriert, wovon über 95 % Männer bzw. 1,8 % arbeitslos waren. Knapp 75 % der Bevölkerung lebten in extremer Armut.

## Orte
Das Municipio Sitalá umfasst 126 bewohnte localidades, von denen nur der Hauptort vom INEGI als urban klassifiziert ist. Vier Orte wiesen beim Zensus 2010 eine Einwohnerzahl von über 500 auf, 97 Orte hatten weniger als 100 Einwohner. Die größten Orte sind:
| Ort                    | Einwohner |
| Sitalá                 | 1738      |
| Santa Cruz la Reforma  | 0921      |
| Golonchán Viejo        | 0852      |
| Insurgente Picoté      | 0668      |
| San Juan de la Montaña | 0486      |